# Primetime Emmy al millor actor en sèrie còmica
El Primetime Emmy al millor actor en sèrie còmica (en anglès Primetime Emmy Award for Outstanding Lead Actor in a Comedy Series) és el Premi Emmy que s'atorga anualment a la millor actuació masculina en una sèrie còmica de televisió.

## Guanyadors i nominats
El guanyador de cada any es mostra sobre fons groc:

### Dècada del 1950
| 1954(6)         |                         |                       |           |
| Donald O'Connor | The Colgate Comedy Hour | Ell mateix            | NBC       |
| Sid Caesar      | Your Show of Shows      | Various Characters    | NBC       |
| Wally Cox       | Mister Peepers          | Robinson Peepers      | NBC       |
| Jackie Gleason  | The Jackie Gleason Show | Ell mateix            | CBS       |
| Jack Webb       | Dragnet                 | Sgt. Joe Friday       | NBC       |
| 1955(7)         |                         |                       |           |
| Danny Thomas    | Make Room for Daddy     | Danny Williams        | ABC       |
| Richard Boone   | Medic                   | Dr. Konrad Styner     | NBC       |
| Robert Cummings | My Hero                 | Robert Beanblossom    | NBC       |
| Jackie Gleason  | The Jackie Gleason Show | Ell mateix            | CBS       |
| Jack Webb       | Dragnet                 | Sgt. Joe Friday       | NBC       |
| 1956(8)         |                         |                       |           |
| Phil Silvers    | The Phil Silvers Show   | MSgt. Ernest G. Bilko | CBS       |
| Bob Cummings    | The Bob Cummings Show   | Bob Collins           | CBS       |
| Jackie Gleason  | The Honeymooners        | Ralph Kramden         | CBS       |
| Danny Thomas    | Make Room for Daddy     | Danny Williams        | ABC       |
| Robert Young    | Father Knows Best       | Jim Anderson          | CBS       |
| 1957(9)         |                         |                       |           |
| Sid Caesar      | Caesar's Hour           | Various Characters    | NBC       |
| Jack Benny      | The Jack Benny Program  | Various Characters    | CBS       |
| Bob Cummings    | The Bob Cummings Show   | Bob Collins           | CBS       |
| Ernie Kovacs    | The Ernie Kovacs Show   | Ell mateix            | NBC       |
| Phil Silvers    | The Phil Silvers Show   | MSgt. Ernest G. Bilko | CBS       |
| 1958(10)        |                         |                       |           |
| Robert Young    | Father Knows Best       | Jim Anderson          | NBC       |
| James Arness    | Gunsmoke                | Marshal Matt Dillon   | CBS       |
| Bob Cummings    | The Bob Cummings Show   | Bob Collins           | CBS       |
| Phil Silvers    | The Phil Silvers Show   | MSgt. Ernest G. Bilko | CBS       |
| Danny Thomas    | The Danny Thomas Show   | Danny Williams        | ABC / CBS |
| 1959(11)        |                         |                       |           |
| Jack Benny      | The Jack Benny Program  | Various Characters    | NBC       |
| Walter Brennan  | The Real McCoys         | Grandpa Amos McCoy    | ABC       |
| Bob Cummings    | The Bob Cummings Show   | Bob Collins           | NBC       |
| Phil Silvers    | The Phil Silvers Show   | MSgt. Ernest G. Bilko | CBS       |
| Danny Thomas    | The Danny Thomas Show   | Danny Williams        | CBS       |
| Robert Young    | Father Knows Best       | Jim Anderson          | CBS / NBC |

### Dècada del 1960
| Any              |                        | Actor                    | Programa                 | Personatge        | Cadena            |
| ---------------- | ---------------------- | ------------------------ | ------------------------ | ----------------- | ----------------- |
| 1960             |                        |                          |                          |                   |                   |
| Robert Stack     | Los Intocables         | Eliot Ness               | ABC                      |                   |                   |
| Raymond Burr     | Perry Mason            | Perry Mason              | CBS                      |                   |                   |
| Richard Boone    | Have Gun–Will Travel   | Paladin                  | CBS                      |                   |                   |
| 1961             |                        |                          |                          |                   |                   |
| Raymond Burr     | Perry Mason            | Perry Mason              | CBS                      |                   |                   |
| Robert Stack     | Los Intocables         | Eliot Ness               | CBS                      |                   |                   |
| Jackie Cooper    | Hennesey               | Chick Hennesey           | CBS                      |                   |                   |
| 1962             |                        | E. G. Marshall           | The Defenders            | Lawrence Preston  | CBS               |
| 1962             | Paul Burke             | Naked City               | Adam Flint               | ABC               |                   |
| 1962             | Jackie Cooper          | Hennesey                 | Chick Hennesey           | CBS               |                   |
| 1962             | Vince Edwards          | Ben Casey                | Ben Casey                | ABC               |                   |
| 1962             | George Maharis         | Ruta 66                  | Buz Murdock              | CBS               |                   |
| 1963             |                        | E. G. Marshall           | The Defenders            | Lawrence Preston  | CBS               |
| 1963             | Ernest Borgnine        | McHale's Navy            | Quinton McHale           | CBS               |                   |
| 1963             | Paul Burke             | Naked City               | Adam Flint               | ABC               |                   |
| 1963             | Vic Morrow             | Combat!                  | Sgt. Sanders             | ABC               |                   |
| 1963             | Dick Van Dyke          | El show de Dick Van Dike | Rob Petrie               | CBS               |                   |
| 1964             |                        | Dick Van Dyke            | El show de Dick Van Dike | Rob Petrie        | CBS               |
| 1964             | Richard Boone          | The Richard Boone Show   | Varios                   | NBC               |                   |
| 1964             | Dean Jagger            | Mr. Novak                | Albert Vane              | NBC               |                   |
| 1964             | David Janssen          | El Fugitivo              | Richard Kimble           | ABC               |                   |
| 1964             | George C. Scott        | East Side/West Side      | Neil Brock               | CBS               |                   |
| 1965             | No es va entregar      | No es va entregar        | No es va entregar        | No es va entregar | No es va entregar |
| 1965-1966        |                        |                          |                          |                   |                   |
| Dick Van Dyke    | The Dick Van Dyke Show | Rob Petrie               | CBS                      |                   |                   |
| Don Adams        | Get Smart              | Maxwell Smart            | NBC                      |                   |                   |
| Bob Crane        | Hogan's Heroes         | Coronel Robert E. Hogan  | CBS                      |                   |                   |
| 1966-1967        |                        | Dick Van Dyke            | El show de Dick Van Dike | Rob Petrie        |                   |
| 1966-1967        | Richard Boone          | The Richard Boone Show   | Varios                   | NBC               |                   |
| 1966-1967        | Dean Jagger            | Mr. Novak                | Albert Vane              | CBS               |                   |
| 1966-1967        | David Janssen          | El Fugitivo              | Richard Kimble           | CBS               |                   |
| 1966-1967        | George C. Scott        | East Side/West Side      | Neil Brock               | ABC               |                   |
| 1967-1968        |                        |                          |                          |                   |                   |
| Don Adams        | Get Smart              | Maxwell Smart            | NBC                      |                   |                   |
| Richard Benjamin | He & She               | Dick Hollister           | CBS                      |                   |                   |
| Sebastian Cabot  | Family Affair          | Giles French             | CBS                      |                   |                   |
| Brian Keith      | Family Affair          | Bill Davis               | CBS                      |                   |                   |
| Dick York        | Bewitched              | Darrin Stephens          | ABC                      |                   |                   |
| 1968-1969        |                        |                          |                          |                   |                   |
| Don Adams        | Get Smart              | Maxwell Smart            | NBC                      |                   |                   |
| Brian Keith      | Family Affair          | Bill Davis               | CBS                      |                   |                   |
| Edward Mulhare   | The Ghost & Mrs. Muir  | Capità Daniel Gregg      | NBC                      |                   |                   |
| Lloyd Nolan      | Julia                  | Dr. Morton Chegley       | NBC                      |                   |                   |

### Dècada del 1970
| 1969-1970        |                                 |                            |     |
| William Windom   | My World and Welcome to It      | John Monroe                | NBC |
| Bill Cosby       | The Bill Cosby Show             | Chet Kincaid               | NBC |
| Lloyd Haynes     | Room 222                        | Pete Dixon                 | ABC |
| 1970-1971        |                                 |                            |     |
| Jack Klugman     | The Odd Couple                  | Oscar Madison              | ABC |
| Ted Bessell      | That Girl                       | Donald Hollinger           | ABC |
| Bill Bixby       | The Courtship of Eddie's Father | Tom Corbett                | ABC |
| Carroll O'Connor | All in the Family               | Archie Bunker              | CBS |
| Tony Randall     | The Odd Couple                  | Felix Unger                | ABC |
| 1971-1972        |                                 |                            |     |
| Carroll O'Connor | All in the Family               | Archie Bunker              | CBS |
| Redd Foxx        | Sanford and Son                 | Fred Sanford               | NBC |
| Jack Klugman     | The Odd Couple                  | Oscar Madison              | ABC |
| Tony Randall     | The Odd Couple                  | Felix Unger                | ABC |
| 1972-1973        |                                 |                            |     |
| Jack Klugman     | The Odd Couple                  | Oscar Madison              | ABC |
| Alan Alda        | M*A*S*H                         | Hawkeye Pierce             | CBS |
| Redd Foxx        | Sanford and Son                 | Fred Sanford               | NBC |
| Carroll O'Connor | All in the Family               | Archie Bunker              | CBS |
| Tony Randall     | The Odd Couple                  | Felix Unger                | ABC |
| 1973-1974        |                                 |                            |     |
| Alan Alda        | M*A*S*H                         | Hawkeye Pierce             | CBS |
| Redd Foxx        | Sanford and Son                 | Fred Sanford               | NBC |
| Jack Klugman     | The Odd Couple                  | Oscar Madison              | ABC |
| Carroll O'Connor | All in the Family               | Archie Bunker              | CBS |
| Tony Randall     | The Odd Couple                  | Felix Unger                | ABC |
| 1974-1975        |                                 |                            |     |
| Tony Randall     | The Odd Couple                  | Felix Unger                | ABC |
| Jack Albertson   | Chico and the Man               | Ed Brown                   | NBC |
| Alan Alda        | M*A*S*H                         | Hawkeye Pierce             | CBS |
| Jack Klugman     | The Odd Couple                  | Oscar Madison              | ABC |
| Carroll O'Connor | All in the Family               | Archie Bunker              | CBS |
| 1975-1976        |                                 |                            |     |
| Jack Albertson   | Chico and the Man               | Ed Brown                   | NBC |
| Alan Alda        | M*A*S*H                         | Hawkeye Pierce             | CBS |
| Hal Linden       | Barney Miller                   | Barney Miller              | ABC |
| Henry Winkler    | Happy Days                      | Arthur "Fonzie" Fonzarelli | ABC |
| 1976-1977        |                                 |                            |     |
| Carroll O'Connor | All in the Family               | Archie Bunker              | CBS |
| Jack Albertson   | Chico and the Man               | Ed Brown                   | NBC |
| Alan Alda        | M*A*S*H                         | Hawkeye Pierce             | CBS |
| Hal Linden       | Barney Miller                   | Barney Miller              | ABC |
| Henry Winkler    | Happy Days                      | Arthur "Fonzie" Fonzarelli | ABC |
| 1977-1978        |                                 |                            |     |
| Carroll O'Connor | All in the Family               | Archie Bunker              | CBS |
| Alan Alda        | M*A*S*H                         | Hawkeye Pierce             | CBS |
| Hal Linden       | Barney Miller                   | Barney Miller              | ABC |
| John Ritter      | Three's Company                 | Jack Tripper               | ABC |
| Henry Winkler    | Happy Days                      | Arthur "Fonzie" Fonzarelli | ABC |
| 1978-1979        |                                 |                            |     |
| Carroll O'Connor | All in the Family               | Archie Bunker              | CBS |
| Alan Alda        | M*A*S*H                         | Hawkeye Pierce             | CBS |
| Judd Hirsch      | Taxi                            | Alex Reiger                | ABC |
| Hal Linden       | Barney Miller                   | Barney Miller              | ABC |
| Robin Williams   | Mork & Mindy                    | Mork                       | ABC |

### Dècada del 1980
| 1979-1980        |                        |                          |     |
| Richard Mulligan | Soap                   | Burt Campbell            | ABC |
| Alan Alda        | M*A*S*H                | Hawkeye Pierce           | CBS |
| Robert Guillaume | Benson                 | Benson DuBois            | ABC |
| Judd Hirsch      | Taxi                   | Alex Reiger              | ABC |
| Hal Linden       | Barney Miller          | Barney Miller            | ABC |
| 1980-1981        |                        |                          |     |
| Judd Hirsch      | Taxi                   | Alex Reiger              | ABC |
| Alan Alda        | M*A*S*H                | Hawkeye Pierce           | CBS |
| Hal Linden       | Barney Miller          | Barney Miller            | ABC |
| Richard Mulligan | Soap                   | Burt Campbell            | ABC |
| John Ritter      | Three's Company        | Jack Tripper             | ABC |
| 1981-1982        |                        |                          |     |
| Alan Alda        | M*A*S*H                | Hawkeye Pierce           | CBS |
| Robert Guillaume | Benson                 | Benson DuBois            | ABC |
| Judd Hirsch      | Taxi                   | Alex Reiger              | ABC |
| Hal Linden       | Barney Miller          | Barney Miller            | ABC |
| Leslie Nielsen   | Police Squad!          | Frank Drebin             | ABC |
| 1982-1983        |                        |                          |     |
| Judd Hirsch      | Taxi                   | Alex Reiger              | NBC |
| Alan Alda        | M*A*S*H                | Hawkeye Pierce           | CBS |
| Dabney Coleman   | Buffalo Bill           | Bill Bittinger           | NBC |
| Ted Danson       | Cheers                 | Sam Malone               | NBC |
| Robert Guillaume | Benson                 | Benson DuBois            | ABC |
| 1983-1984        |                        |                          |     |
| John Ritter      | Three's Company        | Jack Tripper             | ABC |
| Dabney Coleman   | Buffalo Bill           | Bill Bittinger           | NBC |
| Ted Danson       | Cheers                 | Sam Malone               | NBC |
| Robert Guillaume | Benson                 | Benson DuBois            | ABC |
| Sherman Hemsley  | The Jeffersons         | George Jefferson         | CBS |
| 1984-1985        |                        |                          |     |
| Robert Guillaume | Benson                 | Benson DuBois            | ABC |
| Harry Anderson   | Night Court            | Jutge Harry Stone        | NBC |
| Ted Danson       | Cheers                 | Sam Malone               | NBC |
| Bob Newhart      | Newhart                | Dick Loudon              | CBS |
| Jack Warden      | Crazy Like a Fox       | Harry Fox                | CBS |
| 1985-1986        |                        |                          |     |
| Michael J. Fox   | Family Ties            | Alex P. Keaton           | NBC |
| Harry Anderson   | Night Court            | Jutge Harry Stone        | NBC |
| Ted Danson       | Cheers                 | Sam Malone               | NBC |
| Bob Newhart      | Newhart                | Dick Loudon              | CBS |
| Jack Warden      | Crazy Like a Fox       | Harry Fox                | CBS |
| 1986-1987        |                        |                          |     |
| Michael J. Fox   | Family Ties            | Alex P. Keaton           | NBC |
| Harry Anderson   | Night Court            | Jutge Harry Stone        | NBC |
| Ted Danson       | Cheers                 | Sam Malone               | NBC |
| Bob Newhart      | Newhart                | Dick Loudon              | CBS |
| Bronson Pinchot  | Perfect Strangers      | Balki Bartokomous        | ABC |
| 1987-1988        |                        |                          |     |
| Michael J. Fox   | Family Ties            | Alex P. Keaton           | NBC |
| Dabney Coleman   | The Slap Maxwell Story | Slap Maxwell             | ABC |
| Ted Danson       | Cheers                 | Sam Malone               | NBC |
| Tim Reid         | Frank's Place          | Frank Parrish            | CBS |
| John Ritter      | Hooperman              | Detectiu Harry Hooperman | ABC |
| 1988-1989        |                        |                          |     |
| Richard Mulligan | Empty Nest             | Dr. Harry Weston         | NBC |
| Ted Danson       | Cheers                 | Sam Malone               | NBC |
| Michael J. Fox   | Family Ties            | Alex P. Keaton           | NBC |
| John Goodman     | Roseanne               | Dan Conner               | ABC |
| Fred Savage      | The Wonder Years       | Kevin Arnold             | ABC |

### Dècada del 1990
| 1989-1990        |                           |                   |     |
| Ted Danson       | Cheers                    | Sam Malone        | NBC |
| John Goodman     | Roseanne                  | Dan Conner        | ABC |
| Richard Mulligan | Empty Nest                | Dr. Harry Weston  | NBC |
| Craig T. Nelson  | Coach                     | Hayden Fox        | ABC |
| Fred Savage      | The Wonder Years          | Kevin Arnold      | ABC |
| 1990-1991        |                           |                   |     |
| Burt Reynolds    | Evening Shade             | Wood Newton       | CBS |
| Ted Danson       | Cheers                    | Sam Malone        | NBC |
| John Goodman     | Roseanne                  | Dan Conner        | ABC |
| Richard Mulligan | Empty Nest                | Dr. Harry Weston  | NBC |
| Craig T. Nelson  | Coach                     | Hayden Fox        | ABC |
| 1991-1992        |                           |                   |     |
| Craig T. Nelson  | Coach                     | Hayden Fox        | ABC |
| Ted Danson       | Cheers                    | Sam Malone        | NBC |
| John Goodman     | Roseanne                  | Dan Conner        | ABC |
| Kelsey Grammer   | Cheers                    | Dr. Frasier Crane | NBC |
| Burt Reynolds    | Evening Shade             | Wood Newton       | CBS |
| Jerry Seinfeld   | Seinfeld                  | Jerry Seinfeld    | NBC |
| 1992-1993        |                           |                   |     |
| Ted Danson       | Cheers                    | Sam Malone        | NBC |
| Tim Allen        | Home Improvement          | Tim Taylor        | ABC |
| John Goodman     | Roseanne                  | Dan Conner        | ABC |
| Jerry Seinfeld   | Seinfeld                  | Jerry Seinfeld    | NBC |
| Garry Shandling  | The Larry Sanders Show    | Larry Sanders     | HBO |
| 1993-1994        |                           |                   |     |
| Kelsey Grammer   | Frasier                   | Dr. Frasier Crane | NBC |
| John Goodman     | Roseanne                  | Dan Conner        | ABC |
| John Larroquette | The John Larroquette Show | John Hemingway    | NBC |
| Paul Reiser      | Mad About You             | Paul Buchman      | NBC |
| Jerry Seinfeld   | Seinfeld                  | Jerry Seinfeld    | NBC |
| 1994-1995        |                           |                   |     |
| Kelsey Grammer   | Frasier                   | Dr. Frasier Crane | NBC |
| John Goodman     | Roseanne                  | Dan Conner        | ABC |
| Paul Reiser      | Mad About You             | Paul Buchman      | NBC |
| Jerry Seinfeld   | Seinfeld                  | Jerry Seinfeld    | NBC |
| Garry Shandling  | The Larry Sanders Show    | Larry Sanders     | HBO |
| 1995-1996        |                           |                   |     |
| John Lithgow     | 3rd Rock from the Sun     | Dick Solomon      | NBC |
| Kelsey Grammer   | Frasier                   | Dr. Frasier Crane | NBC |
| Paul Reiser      | Mad About You             | Paul Buchman      | NBC |
| Jerry Seinfeld   | Seinfeld                  | Jerry Seinfeld    | NBC |
| Garry Shandling  | The Larry Sanders Show    | Larry Sanders     | HBO |
| 1996-1997        |                           |                   |     |
| John Lithgow     | 3rd Rock from the Sun     | Dick Solomon      | NBC |
| Michael J. Fox   | Spin City                 | Mike Flaherty     | ABC |
| Kelsey Grammer   | Frasier                   | Dr. Frasier Crane | NBC |
| Paul Reiser      | Mad About You             | Paul Buchman      | NBC |
| Garry Shandling  | The Larry Sanders Show    | Larry Sanders     | HBO |
| 1997-1998        |                           |                   |     |
| Kelsey Grammer   | Frasier                   | Dr. Frasier Crane | NBC |
| Michael J. Fox   | Spin City                 | Mike Flaherty     | ABC |
| John Lithgow     | 3rd Rock from the Sun     | Dick Solomon      | NBC |
| Paul Reiser      | Mad About You             | Paul Buchman      | NBC |
| Garry Shandling  | The Larry Sanders Show    | Larry Sanders     | HBO |
| 1998-1999        |                           |                   |     |
| John Lithgow     | 3rd Rock from the Sun     | Dick Solomon      | NBC |
| Michael J. Fox   | Spin City                 | Mike Flaherty     | ABC |
| Kelsey Grammer   | Frasier                   | Dr. Frasier Crane | NBC |
| Paul Reiser      | Mad About You             | Paul Buchman      | NBC |
| Ray Romano       | Everybody Loves Raymond   | Ray Barone        | CBS |

### Dècada del 2000
| 1999-2000       |                                               |                    |     |
| Michael J. Fox  | Spin City                                     | Mike Flaherty      | ABC |
| Kelsey Grammer  | Frasier                                       | Dr. Frasier Crane  | NBC |
| John Lithgow    | 3rd Rock from the Sun                         | Dick Solomon       | NBC |
| Eric McCormack  | Will & Grace                                  | Will Truman        | NBC |
| Ray Romano      | Everybody Loves Raymond                       | Ray Barone         | CBS |
| 2000-2001       |                                               |                    |     |
| Eric McCormack  | Will & Grace                                  | Will Truman        | NBC |
| Kelsey Grammer  | Frasier                                       | Dr. Frasier Crane  | NBC |
| John Lithgow    | 3rd Rock from the Sun                         | Dick Solomon       | NBC |
| Frankie Muniz   | Malcolm in the Middle                         | Malcolm Wilkerson  | Fox |
| Ray Romano      | Everybody Loves Raymond                       | Ray Barone         | CBS |
| 2001-2002       |                                               |                    |     |
| Ray Romano      | Everybody Loves Raymond                       | Ray Barone         | CBS |
| Kelsey Grammer  | Frasier                                       | Dr. Frasier Crane  | NBC |
| Matt LeBlanc    | Friends                                       | Joey Tribbiani     | NBC |
| Bernie Mac      | The Bernie Mac Show                           | Bernie McCullough  | Fox |
| Matthew Perry   | Friends                                       | Chandler Bing      | NBC |
| 2002-2003       |                                               |                    |     |
| Tony Shalhoub   | Monk                                          | Adrian Monk        | USA |
| Larry David     | Curb Your Enthusiasm                          | Larry David        | HBO |
| Matt LeBlanc    | Friends                                       | Joey Tribbiani     | NBC |
| Bernie Mac      | The Bernie Mac Show                           | Bernie McCullough  | Fox |
| Eric McCormack  | Will & Grace                                  | Will Truman        | NBC |
| Ray Romano      | Everybody Loves Raymond                       | Ray Barone         | CBS |
| 2003-2004       |                                               |                    |     |
| Kelsey Grammer  | Frasier                                       | Dr. Frasier Crane  | NBC |
| Larry David     | Curb Your Enthusiasm                          | Larry David        | HBO |
| Matt LeBlanc    | Friends                                       | Joey Tribbiani     | NBC |
| John Ritter     | 8 Simple Rules for Dating My Teenage Daughter | Paul Hennessy      | ABC |
| Tony Shalhoub   | Monk                                          | Adrian Monk        | USA |
| 2004-2005       |                                               |                    |     |
| Tony Shalhoub   | Monk                                          | Adrian Monk        | USA |
| Jason Bateman   | Arrested Development                          | Michael Bluth      | Fox |
| Zach Braff      | Scrubs                                        | John "J.D." Dorian | NBC |
| Eric McCormack  | Will & Grace                                  | Will Truman        | NBC |
| Ray Romano      | Everybody Loves Raymond                       | Ray Barone         | CBS |
| 2005-2006       |                                               |                    |     |
| Tony Shalhoub   | Monk                                          | Adrian Monk        | USA |
| Steve Carell    | The Office                                    | Michael Scott      | NBC |
| Larry David     | Curb Your Enthusiasm                          | Larry David        | HBO |
| Kevin James     | The King of Queens                            | Doug Heffernan     | CBS |
| Charlie Sheen   | Two and a Half Men                            | Charlie Harper     | CBS |
| 2006-2007       |                                               |                    |     |
| Ricky Gervais   | Extras                                        | Andy Millman       | HBO |
| Alec Baldwin    | 30 Rock                                       | Jack Donaghy       | NBC |
| Steve Carell    | The Office                                    | Michael Scott      | NBC |
| Tony Shalhoub   | Monk                                          | Adrian Monk        | USA |
| Charlie Sheen   | Two and a Half Men                            | Charlie Harper     | CBS |
| 2007-2008       |                                               |                    |     |
| Alec Baldwin    | 30 Rock                                       | Jack Donaghy       | NBC |
| Steve Carell    | The Office                                    | Michael Scott      | NBC |
| Lee Pace        | Pushing Daisies                               | Ned                | ABC |
| Tony Shalhoub   | Monk                                          | Adrian Monk        | USA |
| Charlie Sheen   | Two and a Half Men                            | Charlie Harper     | CBS |
| 2008-2009       |                                               |                    |     |
| Alec Baldwin    | 30 Rock                                       | Jack Donaghy       | NBC |
| Steve Carell    | The Office                                    | Michael Scott      | NBC |
| Jemaine Clement | Flight of the Conchords                       | Jemaine            | HBO |
| Jim Parsons     | The Big Bang Theory                           | Dr. Sheldon Cooper | CBS |
| Tony Shalhoub   | Monk                                          | Adrian Monk        | USA |
| Charlie Sheen   | Two and a Half Men                            | Charlie Harper     | CBS |

### Dècada del 2010
| 2009-2010          |                       |                             |           |
| Jim Parsons        | The Big Bang Theory   | Dr. Sheldon Cooper          | CBS       |
| Alec Baldwin       | 30 Rock               | Jack Donaghy                | NBC       |
| Steve Carell       | The Office            | Michael Scott               | NBC       |
| Larry David        | Curb Your Enthusiasm  | Larry David                 | HBO       |
| Matthew Morrison   | Glee                  | Will Schuester              | Fox       |
| Tony Shalhoub      | Monk                  | Adrian Monk                 | USA       |
| 2010-2011          |                       |                             |           |
| Jim Parsons        | The Big Bang Theory   | Dr. Sheldon Cooper          | CBS       |
| Alec Baldwin       | 30 Rock               | Jack Donaghy                | NBC       |
| Steve Carell       | The Office            | Michael Scott               | NBC       |
| Louis C.K.         | Louie                 | Louie                       | FX        |
| Johnny Galecki     | The Big Bang Theory   | Dr. Leonard Hofstadter      | CBS       |
| Matt LeBlanc       | Episodes              | Matt LeBlanc                | Showtime  |
| 2011-2012          |                       |                             |           |
| Jon Cryer          | Two and a Half Men    | Dr. Alan Harper             | CBS       |
| Alec Baldwin       | 30 Rock               | Jack Donaghy                | NBC       |
| Louis C.K.         | Louie                 | Louie                       | FX        |
| Don Cheadle        | House of Lies         | Marty Kaan                  | Showtime  |
| Larry David        | Curb Your Enthusiasm  | Larry David                 | HBO       |
| Jim Parsons        | The Big Bang Theory   | Dr. Sheldon Cooper          | CBS       |
| 2012-2013          |                       |                             |           |
| Jim Parsons        | The Big Bang Theory   | Dr. Sheldon Cooper          | CBS       |
| Alec Baldwin       | 30 Rock               | Jack Donaghy                | NBC       |
| Jason Bateman      | Arrested Development  | Michael Bluth               | Netflix   |
| Louis C.K.         | Louie                 | Louie                       | FX        |
| Don Cheadle        | House of Lies         | Marty Kaan                  | Showtime  |
| Matt LeBlanc       | Episodes              | Matt LeBlanc                | Showtime  |
| 2014               |                       |                             |           |
| Jim Parsons        | The Big Bang Theory   | Dr. Sheldon Cooper          | CBS       |
| Louis C.K.         | Louie                 | Louie                       | FX        |
| Don Cheadle        | House of Lies         | Marty Kaan                  | Showtime  |
| Matt LeBlanc       | Episodes              | Matt LeBlanc                | Showtime  |
| Ricky Gervais      | Derek                 | Derek Noakes                | Channel 4 |
| William H. Macy    | Shameless             | Frank Gallagher             | Showtime  |
| 2015               |                       |                             |           |
| Jeffrey Tambor     | Transparent           | Maura Pfefferman            | Amazon    |
| Louis C.K.         | Louie                 | Louie                       | FX        |
| Don Cheadle        | House of Lies         | Marty Kaan                  | Showtime  |
| Matt LeBlanc       | Episodes              | Matt LeBlanc                | Showtime  |
| William H. Macy    | Shameless             | Frank Gallagher             |           |
| Anthony Anderson   | Black-ish             | Andre Johnson, Sr.          | ABC       |
| Will Forte         | The Last Man on Earth | Phill Miller                | FOX       |
| 2016               |                       |                             |           |
| Jeffrey Tambor     | Transparent           | Maura Pfefferman            | Amazon    |
| Anthony Anderson   | Black-ish             | Andre Johnson, Sr.          | ABC       |
| Aziz Ansari        | Master of None        | Dev Shah                    | Netflix   |
| Thomas Middleditch | Silicon Valley        | Richard Hendriks            | HBO       |
| Will Forte         | The Last Man on Earth | Phill Miller                | FOX       |
| William H. Macy    | Shameless             | Frank Gallagher             | Showtime  |
| 2017               |                       |                             |           |
| Donald Glover      | Atlanta               | Earn Marks                  | FX        |
| Anthony Anderson   | Black-ish             | Andre Johnson               | ABC       |
| Aziz Ansari        | Master of None        | Dev Shah                    | Netflix   |
| Zach Galifianakis  | Baskets               | Chip and Dale Baskets       | FX        |
| William H. Macy    | Shameless             | Frank Gallagher             | Showtime  |
| Jeffrey Tambor     | Transparent           | Maura Pfefferman            | Amazon    |
| 2018               |                       |                             |           |
| Bill Hader         | Barry                 | Barry Berkman / Barry Block | HBO       |
| Anthony Anderson   | Black-ish             | Andre Johnson               | ABC       |
| Ted Danson         | The Good Place        | Michael                     | NBC       |
| Larry David        | Curb Your Enthusiasm  | Larry David                 | HBO       |
| Donald Glover      | Atlanta               | Earn Marks                  | FX        |
| William H. Macy    | Shameless             | Frank Gallagher             | Showtime  |
| 2019               |                       |                             |           |
| Bill Hader         | Barry                 | Barry Berkman / Barry Block | HBO       |
| Anthony Anderson   | Black-ish             | Andre Johnson               | ABC       |
| Don Cheadle        | Black Monday          | Maurice Monroe              | Showtime  |
| Ted Danson         | The Good Place        | Michael                     | NBC       |
| Michael Douglas    | The Kominsky Method   | Sandy Kominsky              | Netflix   |
| Eugene Levy        | Schitt's Creek        | Johnny Rose                 | Pop TV    |

### Dècada del 2020
| 2020             |                     |                |          |
| Eugene Levy      | Schitt's Creek      | Johnny Rose    | Pop TV   |
| Anthony Anderson | Black-ish           | Andre Johnson  | ABC      |
| Don Cheadle      | Black Monday        | Maurice Monroe | Showtime |
| Ted Danson       | The Good Place      | Michael        | NBC      |
| Michael Douglas  | The Kominsky Method | Sandy Kominsky | Netflix  |
| Ramy Youssef     | Ramy                | Ramy Hassan    | Hulu     |